# Wolodymyriwka
Wolodymyriwka (ukrainisch Володимирівка; russisch Владимировка/Wladimirowka) ist eine Siedlung städtischen Typs im Osten der Ukraine in der Oblast Donezk mit etwa 6500 Einwohnern.

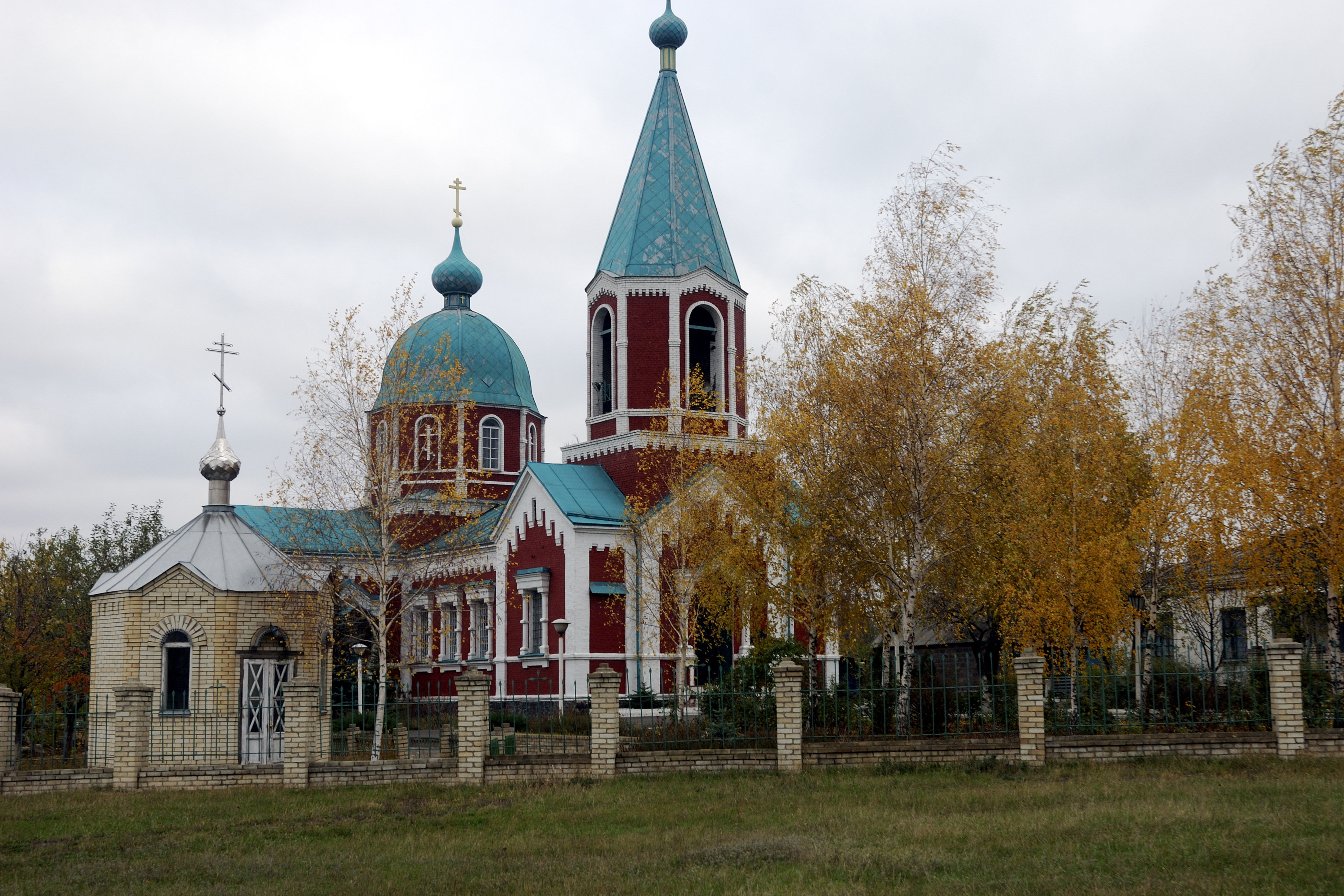
Kirche im Ort

Die Siedlung städtischen Typs befindet sich im Norden des Rajons Wolnowacha, westlich der Bahnstrecke von Donezk nach Mariupol, etwa 16 Kilometer nordwestlich vom Rajonszentrum Wolnowacha und 43 Kilometer südwestlich vom Oblastzentrum Donezk entfernt am Fluss Kaschlahatsch (Кашлагач) gelegen.
Der Ort wurde 1840 gegründet und erhielt 1938 den Status einer Siedlung städtischen Typs. Im Ort gibt es ein großes Schamottewerk, dieses verfügt über einen eigenen Bahnanschluss.
Im Mai 2014 gab es Kampfhandlungen im Verlauf des Ukrainekrieges beim Ort, er verblieb aber in der Hand ukrainischer Truppen.
Am 12. Juni 2020 wurde die Siedlung ein Teil neugegründeten Siedlungsgemeinde Olhynka, bis dahin bildete sie die gleichnamige Siedlungsratsgemeinde Wolodymyriwka (Володимирівська селищна рада/Wolodymyriwska selyschtschna rada) im Norden des Rajons Wolnowacha.